# 2003年納斯達克100公開賽
2003年邁阿密大師賽于2003年3月17日至3月31日在美國邁阿密舉行，又稱2003年纳斯达克-100公开赛，為第19屆賽事，在ATP為大師系列賽之一，在WTA為一級錦標賽，這是一項男女合辦的賽事，舉辦於克蘭登公園網球中心。

## 冠軍

### 男子單打
安德烈·阿加西 擊敗  卡洛斯·莫亞（6–3, 6–3）
- 這是阿格西職業生涯第57個單打冠軍。

### 女子單打
莎蓮娜·威廉絲 擊敗  珍妮弗·卡普里亚蒂（4–6, 6–4, 6–1）
- 這是小威廉絲職業生涯第22個單打冠軍。

### 男子雙打
羅傑·費德勒 /  马克斯·米尔内

### 女子雙打
莉泽尔·许贝尔 /  瑪格達蓮娜·馬列娃

## 外部連結
- 官方網址